# لينا رادكي
كارولين «لينا» رادكي باتشاور (18 أكتوبر 1903 - 14 فبراير 1983) رياضية ألمانية في سباقات المضمار والميدان. كانت أول بطلة أولمبية في سباق 800 متر للسيدات.

## سيرة
ولدت باسم لينا باتشاور، وبدأت المنافسة في ألعاب القوى في سن العشرين. في تلك السنوات، كانت الرياضات مثل الركض تعتبر مرهقة للغاية بالنسبة للنساء. شارك الكثيرون في هذه الرؤية، بمن فيهم مؤسس الحركة الأولمبية الحديثة، بيير دي كوبرتان.
في عام 1927، تزوجت جورج رادكي، الذي كان مدربها ومدير ناديها بادن بادن (بالألمانية: SC Baden-Baden). انتقل الزوجان إلى مدينة بريسلاو مسقط رأس جورج (الآن فروتسواف في بولندا)، حيث سجلت لينا رادكي في عام 1927 أول رقم قياسي عالمي لها في سباق 800 متر. كانت لينا رادكي مع زوجها واحدة من رواد ألعاب القوى النسائية في منتصف عشرينيات القرن الماضي. لم تقام المسابقات للنساء بشكل متكرر، لكن رادكي فازت بالعديد من الألقاب الإقليمية والوطنية. تخصصت في البداية في سباق 1000 متر، ولكن عندما غُير ذلك إلى 800 متر (لأن هذه المسافة أقيمت في دورة الألعاب الأولمبية الصيفية القادمة لعام 1928)، تحولت إلى هذا الحدث. كان أبرز ما يميز مسيرة رادكي هو تلك الألعاب الأولمبية الصيفية لعام 1928، حيث فازت باللقب الافتتاحي في سباق 800 متر، وحصلت على أول ميدالية ذهبية ألمانية في ألعاب القوى. على طول الطريق، سجلت أول رقم قياسي عالمي معترف به رسميًا في هذا الحدث، 2:16.8، والذي سيستمر حتى عام 1944. لكن اللجنة الأولمبية الدولية لم تكن راضية عن حقيقة أن العديد من منافسي رادكي قد انهكوا تمامًا بعد السباق، وقرروا استبعاد السباق من الألعاب؛ لن يُدرج مرة أخرى حتى عام 1960.

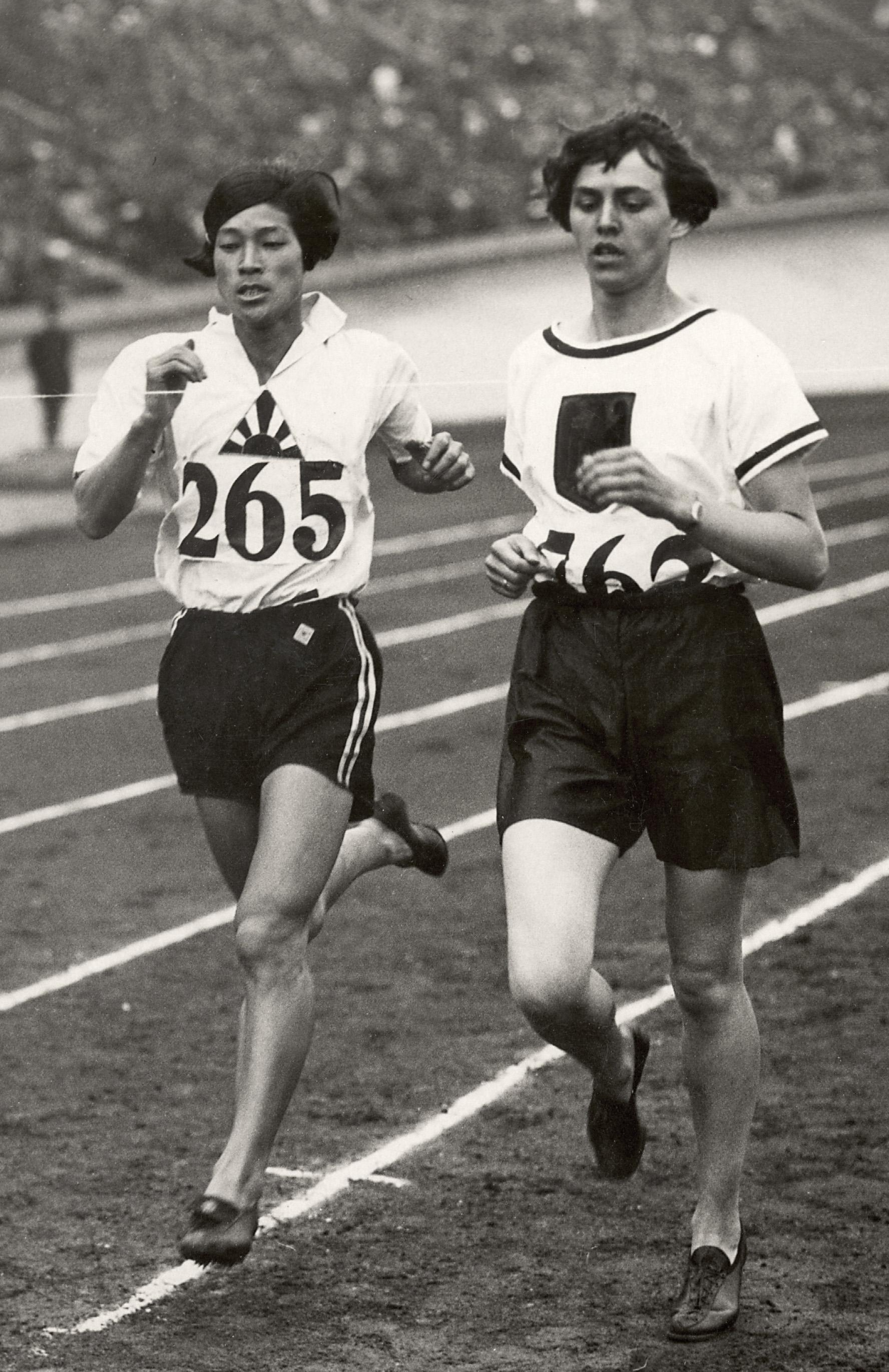
لينا رادكي (يمين) وهيتومي كينو في دورة الألعاب الأولمبية في أمستردام (1928).

في عام 1930، سجلت رادكي رقمًا قياسيًا عالميًا في سباق 1000 متر. تقاعدت في عام 1934، بعد أن احتلت المركز الرابع في سباق 800 متر في آخر دورة ألعاب النساء العالمية ‏. بعد ذلك عملت مدربة لألعاب القوى في بريسلاو وتورجاو. شارك زوجها في الحرب العالمية الثانية واحتُجز أسير حرب في الاتحاد السوفيتي. عند إطلاق سراحه في عام 1950، انتقلت العائلة إلى كارلسروه.

## روابط خارجية
- لينا رادكي على موقع اللجنة الأولمبية الدولية (الإنجليزية)
- لينا رادكي على موقع أوليمبيديا (الإنجليزية)